# Nado sincronizado no Campeonato Mundial de Esportes Aquáticos de 2017 - Rotina técnica equipes
A prova da rotina técnica equipes é um dos eventos do Campeonato Mundial de Esportes Aquáticos de 2017 que foi realizado entre os dias 16 de julho e 18 de julho de 2017 na cidade de Budapeste, na Hungria. 

## Calendário
| Fase          | Data        | Hora  |
| ------------- | ----------- | ----- |
| Eliminatórias | 16 de julho | 19:00 |
| Final         | 18 de julho | 11:00 |

## Medalhistas
| Ouro | Prata | Bronze |
| Rússia · Anastasia Bayandina · Daria Bayandina · Vlada Chigireva · Maryna Goliadkina · Veronika Kalinina · Polina Komar · Maria Shurochkina · Darina Valitova | China · Feng Yu · Guo Li · Liang Xinping · Tang Mengni · Wang Liuyi · Wang Qianyi · Xiao Yanning · Yin Chengxin | Japão · Sakiko Akutsu · Juka Fukumura · Yukiko Inui · Minami Kono · Kei Marumo · Kanami Nakamaki · Mai Nakamura · Kano Omata |

## Resultados
| Pos.              | Nacionalidade   | Eliminatória | Eliminatória | Final       | Final       |
| Pos.              | Nacionalidade   | Pontos       | Pos.         | Pontos      | Pos.        |
| ----------------- | --------------- | ------------ | ------------ | ----------- | ----------- |
| Medalha de ouro   | Rússia          | 95.0121      | 1            | 96.0109     | 1           |
| Medalha de prata  | China           | 93.0711      | 2            | 94.2165     | 2           |
| Medalha de bronze | Japão           | 91.7484      | 3            | 93.1590     | 3           |
| 4                 | Ucrânia         | 91.4917      | 4            | 92.3596     | 4           |
| 5                 | Itália          | 89.5587      | 5            | 90.7617     | 5           |
| 6                 | Espanha         | 88.8044      | 6            | 88.4687     | 6           |
| 7                 | Canadá          | 86.4407      | 7            | 86.2044     | 7           |
| 8                 | México          | 85.4788      | 8            | 85.9664     | 8           |
| 9                 | Grécia          | 83.8569      | 9            | 83.9112     | 9           |
| 10                | Coreia do Norte | 83.6271      | 10           | 83.4354     | 10          |
| 11                | Estados Unidos  | 82.1080      | 11           | 82.8546     | 11          |
| 12                | Bielorrússia    | 81.6227      | 12           | 82.2796     | 12          |
| 13                | Suíça           | 81.0684      | 13           | Não avançou | Não avançou |
| 14                | Alemanha        | 76.9929      | 14           | Não avançou | Não avançou |
| 15                | Hungria         | 76.9077      | 15           | Não avançou | Não avançou |
| 16                | Uzbequistão     | 74.8230      | 16           | Não avançou | Não avançou |
| 17                | Eslováquia      | 74.5487      | 17           | Não avançou | Não avançou |
| 18                | Egito           | 73.7861      | 18           | Não avançou | Não avançou |
| 19                | Singapura       | 73.6012      | 19           | Não avançou | Não avançou |
| 20                | Austrália       | 72.6056      | 20           | Não avançou | Não avançou |
| 21                | Israel          | 72.3289      | 21           | Não avançou | Não avançou |
| 22                | Croácia         | 70.7239      | 22           | Não avançou | Não avançou |
| 23                | Macau           | 67.0935      | 23           | Não avançou | Não avançou |
| 24                | Costa Rica      | 65.2021      | 24           | Não avançou | Não avançou |

Legenda
| Recorde mundial       | Recorde mundial (World record)               |                       | Recorde africano                      | Recorde africano (African) |                                           | Q | Classificado por posição (Qualified) |
| Recorde do campeonato | Recorde do campeonato (Championship record)  | Recorde da América    | Recorde da América (Americas)         | q                          | Classificado por melhor tempo (Qualified) |   |                                      |
| Melhor marca do ano   | Melhor marca do ano (World leading)          | Recorde asiático      | Recorde asiático (Asian)              | DNS                        | Não largou (Did not start)                |   |                                      |
| Recorde nacional      | Recorde nacional (National record)           | Recorde europeu       | Recorde europeu (European)            | DNF                        | Não terminou (Did not finish)             |   |                                      |
| Recorde pessoal       | Recorde pessoal do atleta (Personal best)    | Recorde da Oceania    | Recorde da Oceania (Oceania)          | DSQ / DQ                   | Desclassificado (Disqualified)            |   |                                      |
| Recorde da temporada  | Recorde da temporada do atleta (Season best) | Recorde sul-americano | Recorde sul-americano (South America) | NM                         | Sem marca (No mark)                       |   |                                      |